# Aegiphila villosa
Aegiphila villosa là một loài thực vật có hoa trong họ Hoa môi. Loài này được (Aubl.) J.F.Gmel. mô tả khoa học đầu tiên năm 1789.